# Nathalie Ménigon
Nathalie Ménigon, née le 28 février 1957 à Enghien-les-Bains, est une criminelle et terroriste d'extrême gauche française. Elle a été impliquée dans des actions terroristes revendiquées par le groupe Action directe et a été condamnée à la réclusion criminelle à perpétuité en 1989. Elle est libérée en août 2008 après 21 ans de prison.

## Biographie
Issue d'un milieu ouvrier, elle devient employée de banque. Les grandes banques nationales offrent à l'époque, notamment dans leurs services administratifs, des emplois relativement bien payés et une certaine latitude pour mener des activités politiques ou syndicales.[réf. nécessaire] Nathalie Ménigon exploite avec d'autres militants ces possibilités, créant au sein de la BNP un comité de grève qui s’oppose à la fois au patronat et aux syndicats établis. 

### Membre fondatrice d'Action directe
Elle fonde en 1978, avec des camarades, dont Jean-Marc Rouillan, l'organisation communiste révolutionnaire Action directe. En septembre 1980, elle est arrêtée après avoir participé à une fusillade contre la police qui coûte la vie à un fonctionnaire de police, à l’occasion du cambriolage d’une banque parisienne. En août 1981, les militants d'Action directe bénéficient de l'amnistie présidentielle après la suppression de la Cour de Sûreté de l’État et sont libérés. Nathalie Ménigon, exclue de l'amnistie pour avoir tiré sur des policiers lors de son arrestation, est finalement libérée en septembre 1981 au terme d'une grève de la faim, tout en restant inculpée de tentative d'homicide sur des policiers. Elle rejoint d'autres militants d'Action directe dans la clandestinité.
En janvier 1985, après une longue série d'attentats et d'actions violentes, elle participe à l'assassinat de l'ingénieur général René Audran, responsable des affaires internationales du ministère de la défense. Le 17 novembre 1986, Nathalie Ménigon et Joëlle Aubron assassinent Georges Besse, PDG de Renault.

### Arrestation et incarcération
Arrêtée avec ses complices Jean-Marc Rouillan, Joëlle Aubron et Georges Cipriani le 21 février 1987 dans une ferme à Vitry-aux-Loges (Loiret), elle est reconnue coupable en 1989 d'avoir assassiné le PDG de Renault Georges Besse (en 1986) et l'ingénieur général René Audran (en 1985) et est condamnée à la réclusion criminelle à perpétuité.
Elle épouse Jean-Marc Rouillan le 29 juin 1999 à la prison de Fleury-Mérogis.
En 2004, la Ligue française pour la défense des droits de l'homme et du citoyen dénonce les conditions de détention des membres d'Action directe et demande leur libération. Franca Maï dédie à Nathalie Ménigon un poème musical, Ouvrez les cages.

### Sa libération
Elle séjourne jusqu'en août 2007 à la prison de Bapaume dans le Pas-de-Calais et par trois fois elle se voit refuser une suspension de peine pour raison médicale. Le 10 mai 2007, le tribunal d'application des peines de Paris lui a accordé un régime de semi-liberté, lui permettant de travailler la journée et de dormir en prison. Elle est transférée le 24 juillet 2007 à la maison d'arrêt de Seysses. Ce régime de semi-liberté est un préalable à une mesure de libération conditionnelle, finalement accordée le 17 juillet 2008. Elle est libérée en régime de libération conditionnelle le 2 août 2008 sur décision du juge d'application des peines de Paris, après plus de vingt ans de détention.
Elle souffre des séquelles d'une hémiplégie causée par deux accidents vasculaires cérébraux ayant eu lieu durant sa détention. Pour « protester contre le manque de soins », elle s'était blessée volontairement en 2003 alors qu'elle était incarcérée à Bapaume.

### Cellules communistes combattantes
Nathalie Ménigon était en contact en Belgique avec Pierre Carette, dirigeant-fondateur des Cellules communistes combattantes (CCC).[réf. nécessaire]

### Nouveau Parti anticapitaliste
En juillet 2008, elle aurait selon l'hebdomadaire Le Point « fait part de son intérêt pour le Nouveau Parti anticapitaliste lancé par Olivier Besancenot et la Ligue communiste révolutionnaire le 28 juin 2008 ».